# Ядерная электроника
Я́дерная электро́ника — направление в экспериментальных методах ядерной физики, в рамках которого для получения, преобразования и обработки информации, поступающей от детекторов частиц используют электронные приборы.

## Общие сведения
Малая длительность и высокая частоты исследуемых процессов ядерной физики обуславливает требование от электронных устройств высокого, порядка 10-9 с, временного разрешения. А тот факт, что одновременно происходит вычисление и анализ большого числа параметров — амплитуды сигнала, времени его прихода, координаты точки его детектирования и прочее, диктует необходимость использования высокопроизводительных ЭВМ.

## Компоненты ядерной электроники
Перечень используемых компонентов определяется решаемыми в ядерной электроники задачами, состоящими в следующем:
- при регистрации частиц и фотонов излучений требуется счёт импульсов от детекторов
- при идентификации типа частиц и исследовании их спектра требуется анализ формы импульса, определение его амплитуды и относительной временной задержки между импульсами
- при исследовании пространственного распределения частиц требуется регистрация номеров «сработавших» детекторов или непосредственное определение координаты точки детектирования

Для решения имеющихся задач, кроме детекторов частиц, используют амплитудные дискриминаторы, схемы пропускания и сумматоры, многоканальные временные и амплитудные анализаторы, а также устройства для съёма информации с координатных детекторов, например искровых или пропорциональных камер.

## Области применения
Помимо ядерной физики эти методы находят применение во всех исследованиях имеющих сходные задачи при работе с ионизирующим излучением. Например, в химии, биологии, медицине, космических исследованиях.